# St Peter's College (Auckland)
St Peter's College er en offentlig skole på New Zealand, kun for drenge. Den ligger i Auckland og der undervises børn i alderen 7-13 år. I en bygning ved siden af skolen bor der fast et begrænset antal elever. Skolen blev anlagt i 1939 og er, med sine mere end 2000 elever, en af de største Catholic i New Zealand.

## References
1. ↑  Rick Maxwell, St Peter's College, Auckland, Simerlocy Press, Auckland, 2008.

| Skole | Spire Denne artikel om en skole, en uddannelsesinstitution eller uddannelse er en spire som bør udbygges. Du er velkommen til at hjælpe Wikipedia ved at udvide den. |

36°52′04″S 174°46′11″Ø / 36.867787°S 174.769673°Ø